# 李盛霖
李盛霖（1946年11月—），男，漢族，江蘇南通人，中华人民共和国政治人物。曾任天津市人民政府市长、中華人民共和國交通運輸部部長，中共第十五届、十六届、十七届中央委员。

## 生平
1965年7月至1970年8月，在镇江农业机械学院农业机械系农机专业学习。1970年8月至1972年10月，为天津拖拉机厂工具车间工人、计划员。1972年10月至1976年12月，任天津拖拉机厂团委干事、副书记、书记，工具车间党支部书记。1973年6月，加入中国共产党。1976年12月至1979年2月，任天津化机公司副经理。1979年2月至1980年11月，任天津市拖拉机工业公司技术科副科长、办公室副主任。
1980年11月至1983年11月，任天津市政府办公厅计划处干部、三处负责人。1983年11月至1986年10月，任天津市人民政府副秘书长，1986年10月至1988年6月，任天津市纺织工业局局长、党委副书记，1988年6月至1991年10月，任天津市计委主任、中共天津市委计划工委副书记。1991年10月至1993年5月，任天津市副市长。1993年5月至1998年5月，任中共天津市委副书记、天津市副市长、1998年5月至2002年12月，任中共天津市委副书记、天津市市长。2002年12月至2003年3月，任国家经济贸易委员会副主任、党组副书记。2003年3月起，任国家发展和改革委员会副主任。
2005年12月，担任交通部部长。2008年3月，任交通运输部部长。2012年8月2日，李盛霖不再担任交通部党组书记职务。2012年11月22日，担任第十一届全国政协委员、经济委员会副主任。2013年3月5日，担任第十二届全国人大财政经济委员会主任委员。

## 荣誉

### 外国勋章奖章
- 波兰共和国功绩指挥官十字勋章（波兰，2011年12月21日于北京颁发[8]）